# Tomasz Gielo
Tomasz Gielo (nacido el 4 de enero de 1993 en Szczecin) es un jugador de baloncesto polaco que actualmente juega en el Bilbao Basket de la Liga ACB española. Mide 2,05 metros de estatura, y juega en a posición de ala-pívot.

## Trayectoria deportiva
En su etapa de instituto se formó en la SMS Cetniewo Sports Academy en su país natal donde en su último año fue incluido entre los 25 mejores europeos de su generación, dio el salto a USA en su primer año como universitario para jugar en Virginia con la Universidad de Liberty. Allí pasó 4 temporadas donde aprovechó a licenciarse en Administración de Empresas. Una fractura por estrés en su cuarto año sólo le permitió jugar los 6 primeros encuentros de temporada, con lo que la NCAA le permitió un quinto año en college. Como ya se había licenciado, quiso aprovechar ese año para cursar un Master, así que en Ole Miss le ofrecieron beca para jugar la temporada 2015-16 y así a la vez que ha obtenido la maestría en Justicia Criminal.
En agosto de 2016, firma por el Joventut de Badalona.
Tras dos temporadas en el club catalán, hace efectiva su cláusula de rescisión y ficha por dos temporadas, más una tercera opcional, por el Iberostar Tenerife.
Durante la temporada 2019-20 promedió 3.9 puntos y 1.7 rebotes con el Iberostar Tenerife.
El 10 de octubre de 2020, firma por el Morabanc Andorra de la Liga Endesa un contrato temporal de un mes.
En la temporada 2021-22, Gielo firma con el s.Oliver Würzburg de la Basketball Bundesliga, con el que promedia 9.5 puntos y 3.1 rebotes por partido.
El 13 de enero de 2022, firma por el Peristeri BC de la A1 Ethniki, donde juega 16 partidos en los que promedia 11.7 puntos por partido.
En la temporada 2022-23, firma por el Merkezefendi Belediyesi Denizli  de la BSL turca.
El 17 de septiembre de 2023 firma por Casademont Zaragoza de la Liga ACB hasta diciembre, para cubrir la baja de Borisa Simanic.
El 1 de marzo de 2024, firma por el Stal Ostrów Wielkopolski de la PLK de Polonia.
El 4 de junio de 2024, firma por el Bilbao Basket de la Liga Endesa.

## Internacional
Internacional en categorías inferiores con Polonia (desde la U16 a la U19).

## Logros y reconocimientos

### Clubes
Bilbao Basket
FIBA Europe Cup (1): 2025.